# Glenmorangie

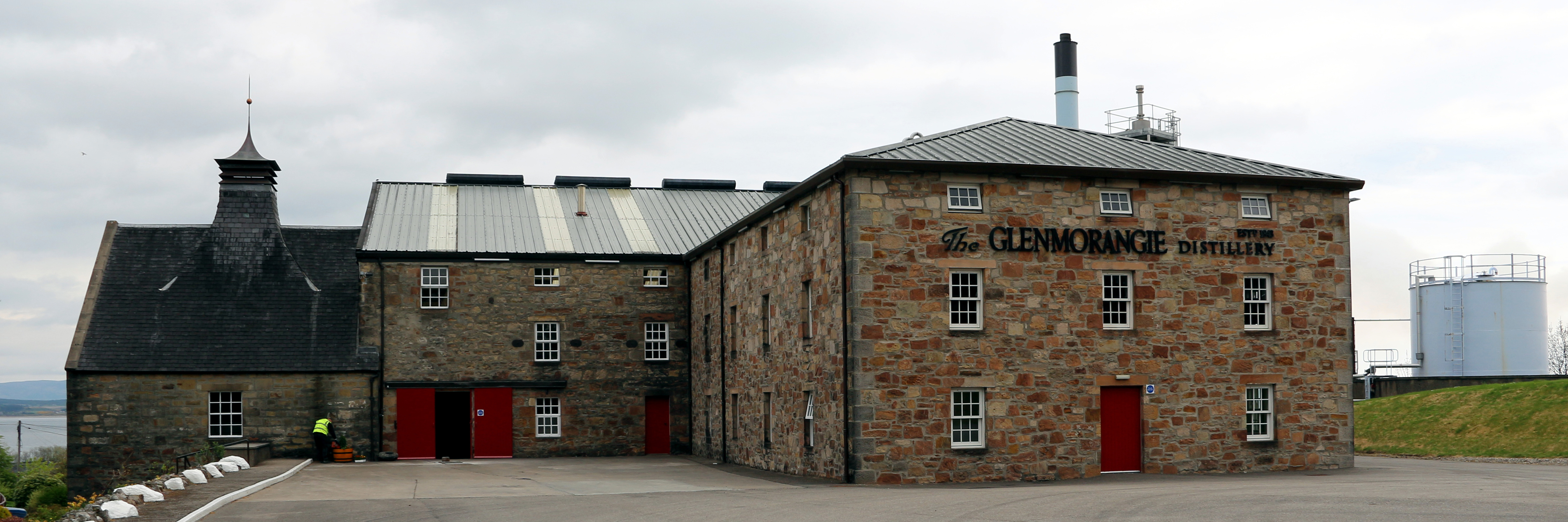

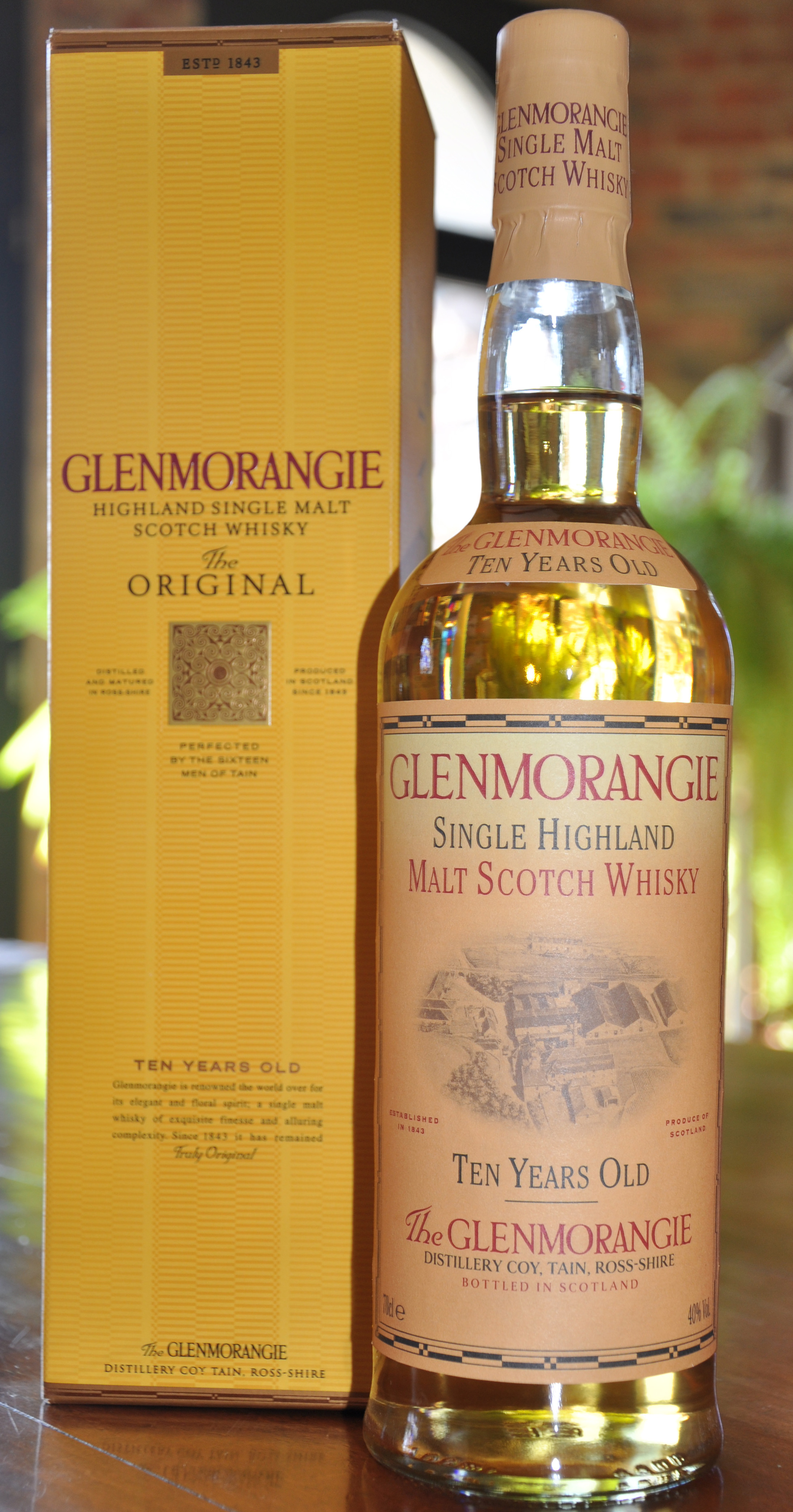

Glenmorangie är ett destilleri av maltwhisky i norra Skottland, grundat 1849. Destilleriet ligger vid staden Tain, i närheten av havsviken Dornoch Firth. Glenmorangie är den mest sålda maltwhiskyn i Skottland och ligger som nummer tre i världen [källa behövs].